# Paderna
Paderna är en ort och kommun i provinsen Alessandria i regionen Piemonte i Italien. Kommunen hade 189 invånare (2018).